# Бриттон, Клифф
Кли́ффорд Са́мьюэл Бри́ттон (англ. Clifford Samuel Britton; 29 августа 1909 — 1 декабря 1975), более известный как Клифф Бриттон (англ. Cliff Britton) — английский футболист и футбольный тренер. В качестве игрока выступал за «Бристоль Роверс», «Эвертон» и за национальную сборную Англии. После войны был главным тренером клубов «Бернли», «Эвертон», «Престон Норт Энд» и «Халл Сити».

## Карьера игрока

### Клубная карьера
Уроженец Ханема (пригород Бристоля), Клифф начал играть в футбол в местных командах  из пригородной лиги Бристоля — «Дженнингс», «Ханем Атлетик», «Ханем Юнайтед Методистс» и «Бристоль Сент-Джорджес». В 1926 году стал игроком клуба «Бристоль Роверс» в качестве любителя, а два года спустя подписал свой первый профессиональный контракт. Провёл за команду 50 матчей и забил 1 гол в рамках Третьего южного дивизиона Футбольной лиги.
В июне 1930 года перешёл в «Эвертон» за «четырёхзначную сумму». Дебютировал за клуб в октябре 1930 года в игре против «Тоттенхэм Хотспур». В сезоне 1930/31 провёл за «ирисок» 10 матчей и помог команде выиграть Второй дивизион. Однако в следующем чемпионском сезоне 1931/32 в основе не сыграл, выступая за резервную команду. В сезоне 1932/33 закрепился в основном составе, сыграв за «ирисок» 43 матча во всех турнирах, включая победный финал Кубка Англии против «Манчестер Сити». На протяжении следующих пяти сезонов был ключевым игроком в средней линии «Эвертона». Тони Мэттьюз в книге Who's Who of Everton отметил, что Бриттон был «правым хавбеком с великолепным стилем и эффективностью, лоском и самообладанием, он всегда хотел получить мяч и любил идти вперёд, помогая атакующим игрокам при первой возможности». В свой последний сезон в «Эвертоне» (1938/39) провёл за команду только 1 матч. В этом же сезоне «ириски» выиграли чемпионат Англии.
Во время войны Бриттон сыграл за сборную Западного командования (Western Command) в матче против сборной Чехословакии в сентябре 1940 года. Также играл в качестве гостя за «Ливерпуль», «Нортгемптон Таун», «Олдершот», «Кардифф Сити» и «Донкастер Роверс». В «Олдершоте» играл вместе с такими игроками как Томми Лоутон, Джо Мерсер, Мэтт Басби, Фрэнк Свифт и Стэн Каллис. После войны Бриттон завершил карьеру игрока. Всего он провёл за «Эвертон» 240 матчей и забил 3 гола с 1930 по 1939 год.

### Карьера в сборной
29 сентября 1934 года дебютировал за сборную Англии в матче против сборной Уэльса.
Всего провёл за сборную 9 матчей и забил 1 гол.

### Список матчей за сборную Англии
| № | Дата             | Стадион                          | Соперник  | Результат | Голы Бриттона | Турнир                     |
| - | ---------------- | -------------------------------- | --------- | --------- | ------------- | -------------------------- |
| 1 | 29 сентября 1934 | «Ниниан Парк», Кардифф           | Уэльс     | 4:0       |               | Домашний чемпионат 1934/35 |
| 2 | 14 ноября 1934   | «Хайбери», Лондон                | Италия    | 3:2       |               | Товарищеский матч          |
| 3 | 6 февраля 1935   | «Гудисон Парк», Ливерпуль        | Ирландия  | 2:1       |               | Домашний чемпионат 1934/35 |
| 4 | 6 апреля 1935    | «Хэмпден Парк», Глазго           | Шотландия | 0:2       |               | Домашний чемпионат 1934/35 |
| 5 | 18 ноября 1936   | «Виктория Граунд», Сток-он-Трент | Ирландия  | 3:1       |               | Домашний чемпионат 1936/37 |
| 6 | 2 декабря 1936   | «Хайбери», Лондон                | Венгрия   | 6:2       | 53′           | Товарищеский матч          |
| 7 | 17 апреля 1937   | «Хэмпден Парк», Глазго           | Шотландия | 1:3       |               | Домашний чемпионат 1936/37 |
| 8 | 14 мая 1937      | «Уллевол», Осло                  | Норвегия  | 6:0       |               | Товарищеский матч          |
| 9 | 17 мая 1937      | «Росунда», Стокгольм             | Швеция    | 4:0       |               | Товарищеский матч          |

Итого: 9 матчей / 1 гол; 7 побед, 0 ничьих, 2 поражения

## Тренерская карьера
После завершения войны Бриттон завершил карьеру игрока и начал тренерскую работу. В 1945 году он был назначен на должность главного тренера «Бернли», выступавшего во Втором дивизионе. В первом же сезоне он помог команде занять второе место в лиге и выйти в Первый дивизион, а также выйти в финал Кубка Англии (где «Бернли» с минимальным счётом уступил клубу «Чарльтон Атлетик»).
В сентябре 1948 года был назначен главным тренером «Эвертона», получив оклад в размере 60 фунтов в неделю. Уделял большое внимание дисциплине и заявлял, что его идеальная команда должна состоять из 11 «трезвенников». По итогам сезона 1950/51 «ириски» заняли последнее место в чемпионате и выбыли во Второй дивизион. Вернуться в Первый дивизион команде удалось только спустя три года, когда «Эвертон» занял второе место в лиге в сезоне 1953/54. В феврале 1956 года Бриттон подал в отставку из-за разногласий с советом директоров «Эвертона»
В августе 1956 года Бриттон возглавил «Престон Норт Энд». В первые два сезона под его руководством команда боролась за чемпионский титул: в сезоне 1956/57 заняла третье место, а в сезоне 1957/58 — второе место. По настоянию Бриттона опытный Том Финни, ранее игравший на позициях крайнего нападающего, начал играть в роли центрфорварда. Это принесло свои плоды: Финни, которому в начале сезона 1956/57 было уже 34 года, начал забивать больше голов (28 в сезоне 1956/57 и 26 в сезоне 1957/58), став ключевым игроком «Престона». Однако по итогам 1960/61 «Престон Норт Энд» занял последнее место в лиге и выбыл во Второй дивизион, после чего Бриттон подал в отставку.
В июле 1961 года Бриттон стал главным тренером клуба Третьего дивизиона «Халл Сити». В сезоне 1965/66 выиграл Третий дивизион, выведя команду во Второй дивизион. В 1969 году покинул пост главного тренера «тигров», но уже в мае 1970 года был назначен директором-управляющим клуба, но в 1973 году подал в отставку.

## Достижения

### В качестве игрока
«Эвертон»
- Чемпион Второго дивизиона: 1930/31
- Чемпион Первого дивизиона: 1938/39
- Обладатель Кубка Англии: 1933
- Обладатель Суперкубка Англии: 1932

Сборная Англии
- Победитель Домашнего чемпионата: 1934/35 (разделённая победа)

### В качестве тренера
«Бернли»
- Вице-чемпион Второго дивизиона (выход в Первый дивизион): 1946/47
- Финалист Кубка Англии: 1947

«Эвертон»
- Вице-чемпион Второго дивизиона (выход в Первый дивизион): 1953/54

«Престон Норт Энд»
- Вице-чемпион Англии: 1957/58

«Халл Сити»
- Чемпион Третьего дивизиона (выход во Второй дивизион): 1965/66

## Тренерская статистика
| Бернли           | 1945—1948 | 100  | 49  | 30  | 21  | 049,00 |
| Эвертон          | 1948—1956 | 344  | 125 | 92  | 127 | 036,34 |
| Престон Норт Энд | 1956—1961 | 231  | 102 | 54  | 75  | 044,16 |
| Халл Сити        | 1961—1969 | 419  | 172 | 105 | 142 | 041,05 |
| Итого            | Итого     | 1094 | 448 | 281 | 365 | 040,95 |

## Личная жизнь
Был женат на Бриджет Мурс.
Умер от колоректального рака 1 декабря 1975 года в возрасте 66 лет.